# タヌキマメ
タヌキマメ（野百合、Crotalaria sessiliflora）はマメ亜科に属する植物。民間療法で薬草として用いられるほか、害から作物を守るための農業利用もされている。

## 分布
日本、中国、東南アジア、インドなどに分布。

## 特徴
一年草か、短い期間のみ多年草として生育することもある。茎は直立し、草丈は30-100cm。葉は線形から狭楕円形で、長さ3-8cm。
花は青紫色で、大きさは7-10mm。花期は5-11月、毛におおわれた果実の中に10-15個の種子をつける。
花は朝は開かず、午後から花が開く。

## 利用
伝統的な民間療法では、利尿剤、強心剤、鎮痛剤として使用される。また、アレロパシーによってネコブセンチュウ（農作物に害をなす土壌線虫）などの防除効果があるため、コンパニオンプランツとして畑作の際に作物の間に植えられ利用されることもある。また、観賞用に栽培されることもある。